# Tayassuidae
Los tayasuidos (Tayassuidae) son una familia de mamíferos placentarios del orden artiodáctilos, conocidos vulgarmente como pecaríes, taguas, tayatos, tayasus, saínos, chanchos de monte, tuncos de monte, taitetú, tropero, puercos de monte, cerdo montés, báquiros, chanchos almizcleros, marranos de monte, cochinos de monte o jabalíes americanos Iara de monte.
A menudo, la gente confunde al pecarí con especies porcinas del Viejo Mundo que fueron introducidas en América por los colonos europeos y que, al paso del tiempo, escaparon de las granjas, haciéndose salvajes y asilvestrados. Esto ocurre por el gran parecido que tiene con Sus scrofa, que pertenecen a una familia taxonómica distinta, la Suidae, pero a diferencia de estos, los pecaríes tienen colmillos que no sobresalen de su boca. Los colmillos de los jabalíes y los cerdos son largos y se curvan hacia atrás, mientras que los pecaríes tienen colmillos cortos y rectos.
Los pecaríes son animales sociales que viven en manadas. Son omnívoros y se alimentan de raíces, larvas y otros alimentos. Se identifican por su fuerte olor. Un grupo de pecaríes que viajan y viven juntos se llama escuadrón. Un escuadrón de pecaríes tiene una media de entre seis y nueve miembros.
Los pecaríes aparecieron por primera vez en Norteamérica durante el Mioceno y emigraron a Sudamérica durante el Plioceno-Pleistoceno como parte del Gran Intercambio Americano.
A menudo se confunden con cerdo doméstico asilvestrado, comúnmente conocidos como cerdos «razorback» en muchas partes de Estados Unidos, cuando ambas se dan en estado salvaje en rangos similares.
Los mayas mantenían manadas de pecaríes, utilizándolos en rituales y como alimento. En muchos países se tienen como mascotas, además de criarse en granjas como fuente de alimento.

## Etimología
La palabra pecarí deriva del caribe pakira o paquira.
En portugués, un pecarí se llama pecari, porco-do-mato, queixada, tajaçu, entre otros nombres como Cateto o Caititu. En castellano, se denomina javelina, jabalí (palabra utilizada también para designar al jabalí), sajino, o pecarí. La palabra javelina deriva de la palabra española para jabalí. En Guayana Francesa y Surinam, el animal se llama pakira.
El nombre científico Tayassuidae deriva de la misma fuente que el Portuguese tajaçu.

## Características

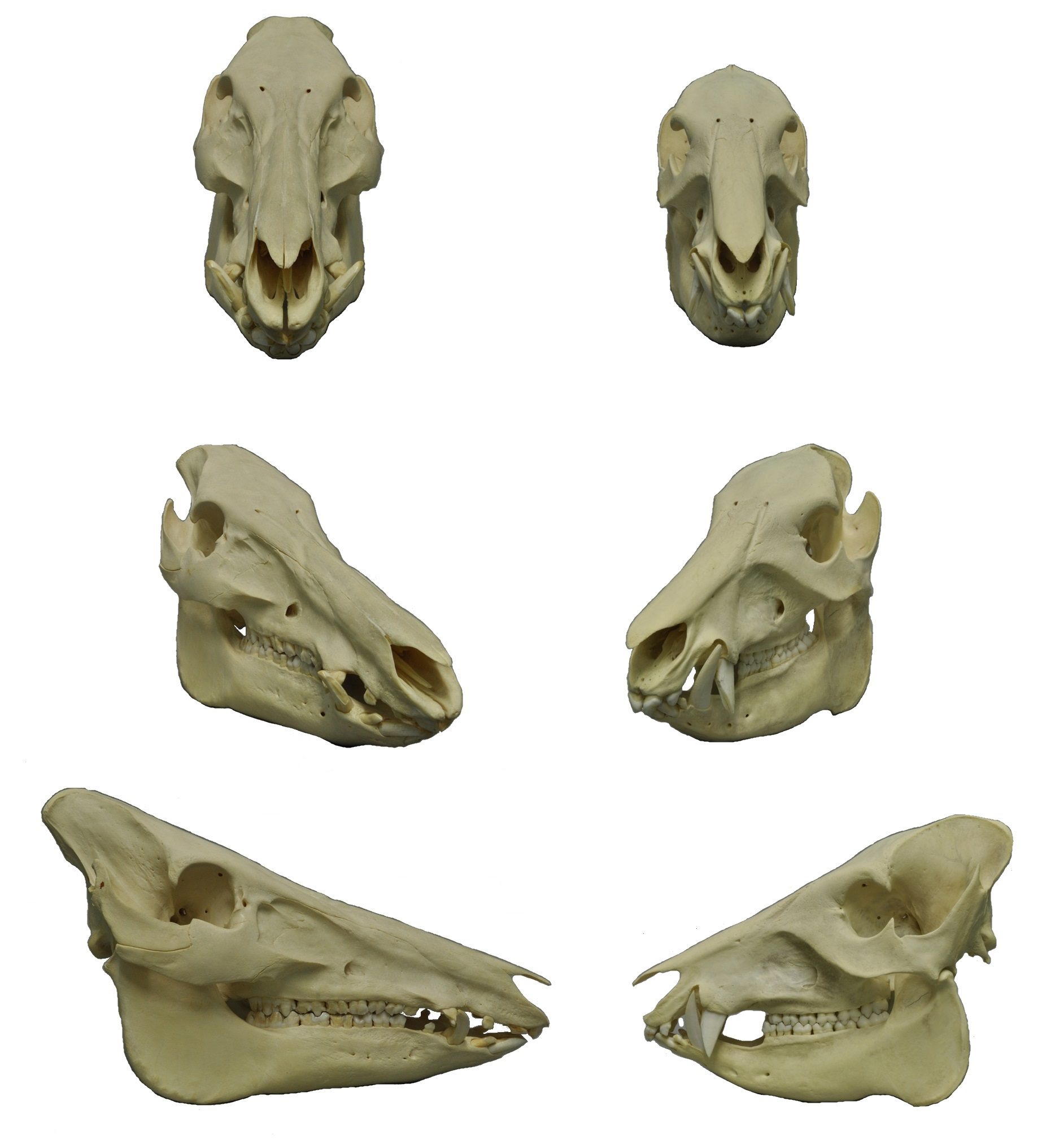
Cráneos de jabalí (izquierda) y pecarí de labios blancos (derecha): Obsérvese cómo los caninos superiores del pecarí apuntan hacia abajo.

Como los cerdos, los pecaríes poseen un hocico que termina en un disco cartilaginoso, y ojos pequeños en relación con el tamaño de su cabeza. Los pecaríes son animales medianos; usualmente, suelen medir entre 90 y 130 cm de largo. Un ejemplar adulto completamente desarrollado suele pesar entre 14 y 40 kg. Al igual que los cerdos, solo usan los dos dedos centrales de sus patas delanteras para caminar, aunque, a diferencia de estos, los otros dedos pueden estar totalmente ausentes en algunas especies. El estómago de los tayasuidos no es de rumiante, pero tiene tres cámaras y es más complejo que el de los suidos.
Su estómago no es rumiante. Aunque tiene tres cámaras, es más complejo que el de los cerdos. Los pecaríes son fermentadores del intestino anterior (los cerdos son fermentadores del intestino posterior).  Esta fermentación del intestino anterior, similar a la de un rumiante pero evolucionada por separado, es un ejemplo de evolución convergente.
Los pecaríes son omnívoros y comen insectos, larvas y ocasionalmente pequeños animales, aunque sus alimentos preferidos consisten en raíces, hierbaes, semillas, fruta, y cacti-particularmente higo chumbo. Los cerdos y los pecaríes pueden diferenciarse por una serie de características, como la cola y la forma de las orejas. Las orejas de los cerdos son grandes, erguidas y a menudo puntiagudas, mientras que las de los pecaríes son pequeñas y redondeadas. Los cerdos también tienen la cola con borlas, pero la de los pecaríes es pequeña y discreta.
La diferencia más notable entre los cerdos y los pecaríes es la forma de los dientes caninos o colmillos. En los cerdos europeos, los colmillos son largos y se curvan sobre sí mismos, mientras que en los pecaríes, los colmillos son cortos y rectos y se entrelazan entre sí, prohibiendo el movimiento lateral de la mandíbula. Las mandíbulas y colmillos de los pecaríes están adaptados para triturar semillas duras y cortar las raíces de las plantas, y también utilizan sus colmillos para defenderse de los depredadores. La fórmula dental de los pecaríes es: {\displaystyle {\tfrac {2.1.3.3}{3.1.3.3}}}
Al frotar los colmillos entre sí, pueden emitir un ruido de castañeteo que advierte a los posibles depredadores para que se mantengan alejados.
Los pecaríes son animales sociales, que a menudo forman manadas. Se han registrado más de 100 individuos en una sola manada de pecaríes de labios blancos, pero pecarí de collar y pecarí de Chaco suelen formar grupos más pequeños. Tal comportamiento social parece haber sido la situación en pecaríes extintos también. El pecarí gigante (Pecari maximus) de Brasil parece ser menos social, viviendo principalmente en parejas. Los pecaríes dependen de su estructura social para defender el territorio, protegerse de los depredadores, regular la temperatura e interactuar con otros miembros de la especie. 
Los pecaríes tienen glándulas odoríferas debajo de cada ojo y otra en la espalda, aunque se cree que son rudimentarios en P. maximus. Utilizan el olor para marcar los territorios de la manada, que van desde 75 a 700 acres (30 a 280 ha). También marcan a otros miembros de la manada con estas glándulas odoríferas frotando una contra otra. El olor penetrante permite a los pecaríes reconocer a otros miembros de su manada, a pesar de su visión miope. El olor es lo suficientemente fuerte como para ser detectado por los humanos, lo que le ha valido el apodo de «cerdo mofeta».

## Biología y ecología
Sus costumbres son principalmente nocturnas. Son animales sociales que, a menudo, forman rebaños. Se han registrado hasta cien especímenes en un solo rebaño de pecaríes barbiblancos. No obstante, los pecaríes de collar y los pecaríes de orejudos suelen formar grupos pequeños. En la mayoría de las especies, existe un claro dimorfismo sexual entre los individuos, siendo los machos más grandes y robustos que las hembras.
Tienen una dieta omnívora, predominantemente vegetariana (pastos, frutos, raíces y semillas), en la que se incluyen insectos, arañas, reptiles (incluso serpientes) y, eventualmente, pequeños roedores. Las mandíbulas y los colmillos de estos animales han sido adaptados para triturar semillas duras y para arrancar raíces del suelo. Sus colmillos, además, les sirven como arma de defensa.
Poseen glándulas odoríferas en el lomo y debajo de cada ojo. Estas tienen la función de secretar un líquido los pecaríes usan para marcar los territorios de sus rebaños; estos pueden abarcar desde 35 a 350 hectáreas. También usan estas glándulas para marcar a los demás miembros del rebaño al que pertenecen, frotándose unos contra otros. Al hacer esto, todo el rebaño queda impregnado de un olor penetrante que permite a cada individuo reconocer a los otros, algo que contrarresta su mala vista.
Frotando los colmillos entre sí, pueden hacer un ruido chirriante para persuadir a los predadores de mantenerse lejos del rebaño.
Recientemente, en el parque nacional Madidi, al noroeste de Bolivia, se han documentado casos de ataques contra seres humanos por grandes grupos de pecaríes que han resultado con personas gravemente heridas e, incluso, muertas.

## Conservación
Después de haber estado dispersos desde el norte de Centroamérica hasta los límites más meridionales de la región Chaqueña, en el sur, cuando los primeros colonos llegaban a América (siglo XVI), hoy solo se encuentran en zonas recónditas del vasto territorio que antes ocupaban; en bosques cálidos, húmedos y tupidos.
Al parecer, su tendencia a formar grandes rebaños hace más fácil a la gente el cazarlos; lo que hace a la caza indiscriminada y la destrucción de su hábitat las principales causas de su desaparición en gran parte del continente americano.

## Especies
Se conocen tres especies de pecaríes y una posible cuarta especie:

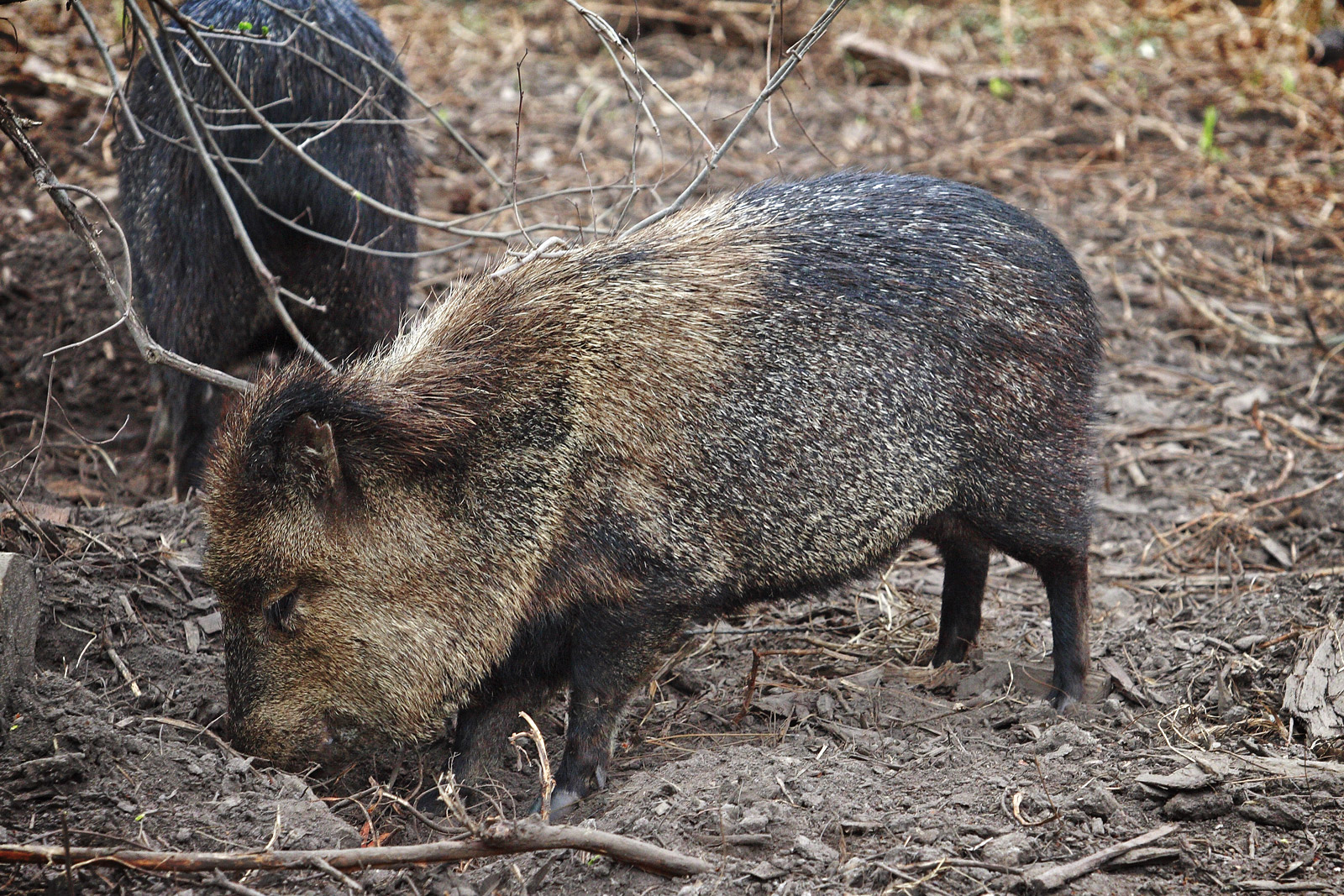
Pecarí de collar.

- El pecarí de collar o chancho rosillo (Dicotyles tajacu). Tiene una altura de medio metro en la cruz y una longitud de aproximadamente 80 cm. Se caracteriza por poseer un pelaje de cerdas castañonegruzcas y una mancha blanca que recuerda a un collar en la base del cuello. Habita desde el suroeste de los Estados Unidos hasta Suramérica y la isla de Trinidad. Se le puede encontrar en todo tipo de hábitats, desde matorrales secos y áridos, hasta bosques lluviosos. A veces, los pecaríes de collar son llamados "cerdos almizcleros" dado su fuerte olor. En algunos lugares del suroeste de los Estados Unidos, en ciertas áreas de los suburbios donde haya pastizales y sotobosques entre los que puedan desplazarse y sentirse seguros, se han habituado a las personas y viven en relativa armonía con ellas. Generalmente son vistos en grupos de entre ocho y quince animales de diferentes edades. Se defienden cuando se sienten amenazados; pero, usualmente, tienden a ignorar a la gente. En los estados de Arizona, Nuevo México y Texas, los pecaríes de collar son conocidos como javelinas[15] (de la palabra javali, en portugués). Con frecuencia, son vistos alrededor de las casas, caminando a través de pórticos y carreteras. En algunos vecindarios, viven en los patios traseros de las casas. De esta especie, se distinguen 16 subespecies.

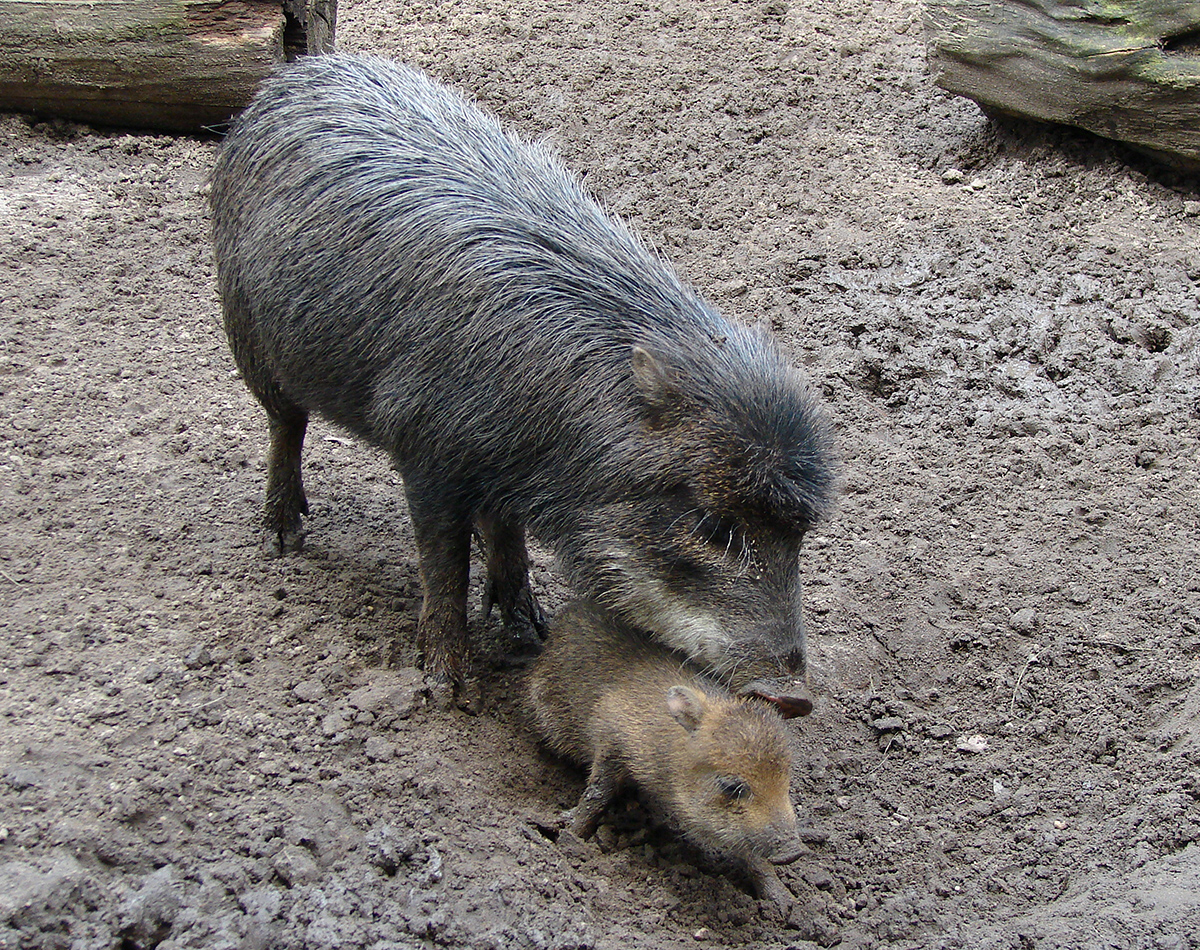
Pecarí barbiblanco.

- El pecarí labiado, pecarí barbiblanco o chancho majano (Tayassu pecari). Tiene una altura promedio en la cruz de 55 cm y una longitud de un metro. Una mancha clara en la base de la boca, torno a los labios, es lo que le da el nombre a la especie. De todas las especies de pecaríes esta es la que más prefiere las frondas cerradas y los ámbitos perhúmedos, condiciones típicas de los bosques lluviosos de Centroamérica y Suramérica. De esta especie, se distinguen seis subespecies.

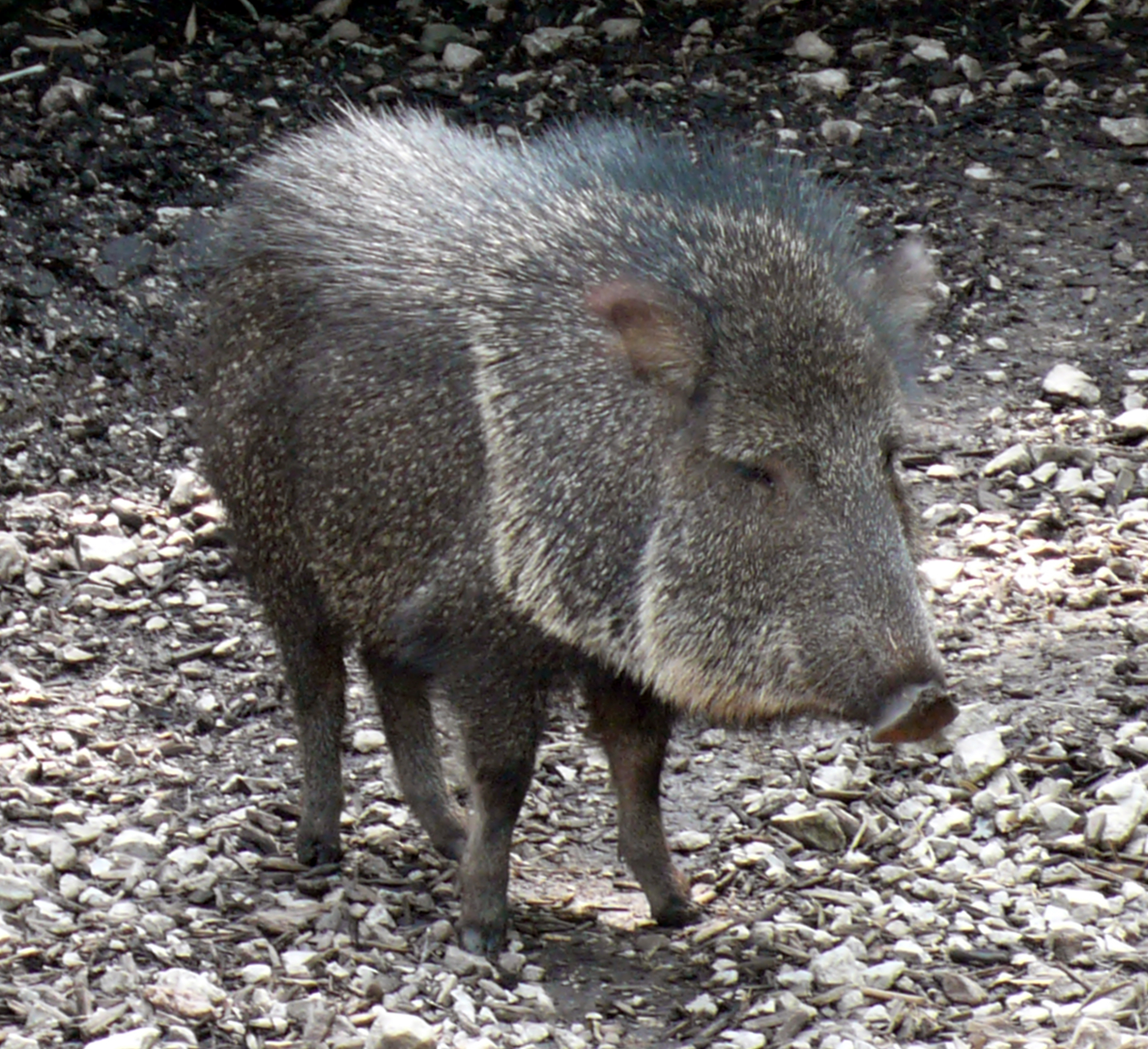
Pecarí orejudo.

- El pecarí orejudo, pecarí chaqueño, pecarí del Chaco, chancho quimilero o taguá (Catagonus wagneri). Es la segunda especie de mayores dimensiones. Llega a tener una longitud promedio de 110 cm. Se caracteriza por un pelaje algo más claro que las anteriores, sin la presencia de manchas específicas. Tiene las orejas y el hocico más grandes que las otras dos especies anteriores.  Vive en los bosques de arbustos secos del Chaco. Su hábitat se extiende desde Paraguay y Bolivia, hasta Argentina y el sur de Brasil. Es la especie más parecida a Platygonus pearcei, especie perteneciente a un género ya extinto de la familia Tayassuidae. Esta especie, hasta 1975, solo se conocía por fósiles, considerándola extinta hacía 11 000 años[cita requerida]; si bien, en dicho año, fueron identificados ejemplares en la región chaqueña de Paraguay, la provincia argentina de Salta y  en el Chaco Boreal. La especie ya era bien conocida entre la gente de la localidad.

- El pecarí gigante (Pecari maximus). Descubierta por el biólogo neerlandés Marc van Roosmalen en el año 2007, en la región brasileña del río Aripuaná, ubicada en la Amazonia brasileña, es la especie que alcanza mayor tamaño, pudiendo medir 130 cm de largo y pesar hasta 40 kg. Entre todas las especies, esta es la que forma los grupos menos numerosos: vive en parejas (hembra y macho), y a veces, con uno o dos descendientes. Sin embargo su validez se encuentra cuestionada, considerando que los estudios llevados a cabo son insuficientes.[16]

## Evolución
Los fósiles de pecaríes más antiguos fueron hallados por primera vez en Europa y proceden del período Eoceno Tardío u Oligoceno Temprano. Más tarde, los mismos fósiles fueron encontrados en todos los continentes, excepto en Australia y la Antártida. Los pecaríes se extinguieron en el Viejo Mundo en algún momento después del Mioceno.
Aunque en la actualidad los pecaríes son comunes en Sudamérica, no existían en este continente sino hasta hace tres millones de años, durante el Gran Intercambio Americano, cuando se formó el Istmo de Panamá, que conecta a Norteamérica con Sudamérica.

## Clasificación
Según Mammal Species of the World la familia Tayassuidae está conformada por tres géneros monofiléticos: La existencia de una cuarta especie, Pecari maximus, se halla controvertida.
Familia Tayassuidae
- Género Catagonus
  - Catagonus wagneri
- Género Pecari
  - Pecari tajacu
  - Pecari maximus
- Género Tayassu
  - Tayassu pecari

Géneros extintos:
- Muknalia
- Platygonus
- Skinnerhyus
- Prosthennops
- Sylvochoerus[18]
- Waldochoerus